# Nie oddychaj
Nie oddychaj (ang. Don't Breathe) – amerykański thriller z 2016 roku.

## Fabuła
Rocky, Alex i Money są trójką młodych włamywaczy w Detroit, okradających mieszkania. Rocky robi to, by wyrwać się z domu rodzinnego i odlecieć wraz z małoletnią siostrą do Kalifornii.
Ich kolejnym celem jest Norman Nordstrom, niewidomy weteran I wojny w Zatoce Perskiej, mieszkający w opuszczonym osiedlu. Mężczyzna trzyma w domu 300 tys. dolarów w gotówce, otrzymane w wyniku ugody z bogatą młodą kobietą, która zabiła jego córkę w wypadku samochodowym.
Nocą zakradają się do mieszkania, uprzednio usypiając rottweilera Nordstroma. Money ustawia w sypialni Nordstroma butlę z gazem usypiającym. Po żmudnych poszukiwaniach Money strzela w schowek, w którym według niego muszą być pieniądze. Hałas budzi Nordstroma, który obezwładnia Money'ego i zabija go. Ukryta Rocky widzi, jak weteran sprawdza, czy nie ubyło pieniędzy, i odchodzi, a Alex, korzystając z okazji, zabiera pieniądze. Nordstrom znajduje jednak but Rocky i domyśla się, że intruzów jest więcej.
Rocky i Alex omijają Nordstroma i wchodzą do piwnicy, gdzie znajdują skrępowaną i uwięzioną kobietę - Cindy Roberts, która spowodowała śmierć córki weterana. Rocky i Alex uwalniają ją, lecz wpadają w zasadzkę Nordstroma, który omyłkowo zabija kobietę, a im udaje się ujść z życiem.
Alex ucieka przed wybudzonym rottweilerem, lecz dopada go weteran, który następnie ogłusza Rocky, zaszczutą przez rottweilera. Dziewczyna budzi się związana, na miejscu Cindy, której zwłoki znajdują się w metalowej skrzyni wypełnionej kwasem. Nordstrom ujawnia, że zapłodnił Cindy, by urodziła mu „zastępcze” dziecko. Zamierza zrobić to samo Rocky i obiecuje ją uwolnić dopiero po narodzinach. Nagle pojawia się Alex, który przeżył atak Nordstroma, i ratuje Rocky oraz zakuwa w kajdanki mężczyznę.
Rocky i Alex zamierzają uciec z domu, jednak Nordstromowi udaje się oswobodzić i zabić z pistoletu Alexa. Rocky ucieka psu, lecz zostaje znowu złapana przez weterana. Zaciągnięta z powrotem do jego domu, Rocky uruchamia alarm, co rozprasza Nordstroma. Dziewczyna wielokrotnie uderza go łomem i zrzuca do piwnicy, po czym ucieka tuż przed przybyciem policji.
Rocky i Diddy są na dworcu kolejowym, oczekując pociągu do Los Angeles. Rocky, oglądając telewizję w kolejowej kawiarni, dowiaduje się z wiadomości, że Nordstrom żyje i dochodzi do siebie w szpitalu. Według wiadomości Nordstrom zabił dwóch włamywaczy w samoobronie. Nie ma jednak wzmianki o udziale Rocky i skradzionych pieniądzach. Rocky i Diddy odchodzą w stronę pociągu.

## Obsada
- Jane Levy – Roxanne „Rocky”
- Stephen Lang – Norman Nordstrom
- Dylan Minnette – Alex
- Daniel Zovatto – Money
- Franciska Törőcsik – Cindy Roberts
- Emma Bercovici – Diddy
- Christian Zagia – Raul
- Katia Bokor – Ginger
- Sergej Onopko – Trevor

## Produkcja
Reżyser Fede Álvarez stwierdził, że pomysł na stworzenie filmu pojawił się po produkcji jego wcześniejszego filmu Martwe Zło, głównie dzięki reakcji krytyków na zbyt dużą ilość krwi i chęci zszokowania odbiorcy. Álvarez zdecydował się stworzyć film bardziej stonowany i oparty na oryginalnym scenariuszu, bez zjawisk nadprzyrodzonych.
W maju 2015 roku do obsady dołączył Daniel Zovatto i znany z serialowego hitu Trzynaście Powodów – Dylan Minnette. Miesiąc później w obsadzie znaleźli się Jane Levy i aktor odgrywający postać głównego antagonisty – Stephen Lang.
Mimo że akcja filmu rozgrywa się głównie w mieście Detroit, większość scen nagrano na Węgrzech (w Budapeszcie).

## Odbiór

### Box office
Budżet filmu jest szacowany na 10 milionów dolarów. W Stanach Zjednoczonych i w Kanadzie film zarobił 89,2 mln USD. W innych krajach przychody również wyniosły 67,9 mln, a łączny przychód 157,1 mln dolarów.

### Krytyka w mediach
Film spotkał się z pozytywną reakcją krytyków. W serwisie Rotten Tomatoes 88% ze 226 recenzji jest pozytywne, a średnia ocen wyniosła 7,21/10. Na portalu Metacritic średnia ocen z 39 recenzji wyniosła 71 punktów na 100.